# Grammorhoe caespitaria
Grammorhoe caespitaria là một loài bướm đêm trong họ Geometridae.